# Zespół Wallenberga
Zespół Wallenberga (zespół boczny opuszki, ang. lateral medullary syndrome, Wallenberg's syndrome, posterior inferior cerebellar artery syndrome) – zespół neurologiczny spowodowany zamknięciem tętnicy móżdżkowej tylnej dolnej (PICA). 
Zespół przebiega z następującymi objawami
- niedosłuchem
- oczopląsem
- zawrotami głowy

Po stronie uszkodzenia pojawiają się:
- zespół Hornera
- ataksja
- zaburzenia czucia ciepła i bólu na twarzy (rozszczepienne zaburzenia czucia)
- porażenie zwieraczy gardła (dyzartria, dysfagia)
- drżenie zamiarowe
- porażenie nerwów V, IX i X

Po stronie przeciwnej do uszkodzenia występują:
- zaburzenia czucia bólu i ciepła na kończynach i tułowiu
- niedowład połowiczy (objaw niestały)